# Daniel Collins
Daniel James „Danny“ Collins (* 7. Oktober 1970 in Sydney) ist ein ehemaliger australischer Kanute.

## Erfolge
Daniel Collins nahm dreimal im Zweier-Kajak mit Andrew Trim an Olympischen Spielen teil. Bei ihrem Olympiadebüt 1992 in Barcelona schieden sie über 500 Meter im Halbfinale aus, während sie über 1000 Meter nicht über die Hoffnungsläufe hinaus kamen. Vier Jahre darauf traten sie in Atlanta lediglich auf der 500-Meter-Strecke an und qualifizierten sich als Zweite ihres Vorlaufs und ihres Halbfinallaufs erstmals für das Finale. Nach 1:29,409 Minuten überquerten sie nach den siegreichen Deutschen Kay Bluhm und Torsten Gutsche sowie Beniamino Bonomi und Daniele Scarpa aus Italien als Dritte die Ziellinie und sicherten sich damit die Bronzemedaille.
Bei den Olympischen Spielen 2000 in Sydney verpassten sie über die 500-Meter-Distanz als Vorlaufszweite zwar die direkte Finalqualifikation, holten dies aber mit einem Halbfinalsieg nach. Im Endlauf belegten sie nach 1:47,895 Minuten hinter Zoltán Kammerer und Botond Storcz aus Ungarn den zweiten Platz, sodass sie die Silbermedaille gewannen. Seine vierten Olympischen Spiele bestritt Collins 2004 in Athen mit David Rhodes. Im Zweier-Kajak erreichten die beiden über 1000 Meter als Dritte ihres Vorlaufs direkt das Finale, bei dem sie als Vierte jedoch knapp einen Medaillengewinn verpassten.
1993 gewann Collins in Kopenhagen im Einer-Kajak auf der 500-Meter-Strecke zunächst Bronze, ehe er sich ein Jahr darauf in Mexiko-Stadt auf den zweiten Platz verbesserte. 1997 wurde Collins mit Andrew Trim in Dartmouth mit einem Sieg im Zweier-Kajak über 500 Meter Weltmeister. Zwei Jahre danach belegten sie in Mailand bei der Weltmeisterschaft in dieser Disziplin den dritten Platz.
Nach seiner aktiven Karriere arbeitete er als Fitnessexperte und High Performance Manager in verschiedenen Sportarten. Sein Sohn Jackson Collins wurde ebenfalls Kanute und gewann im Vierer-Kajak Silber bei den Olympischen Spielen 2024 in Paris.